# Даббавала

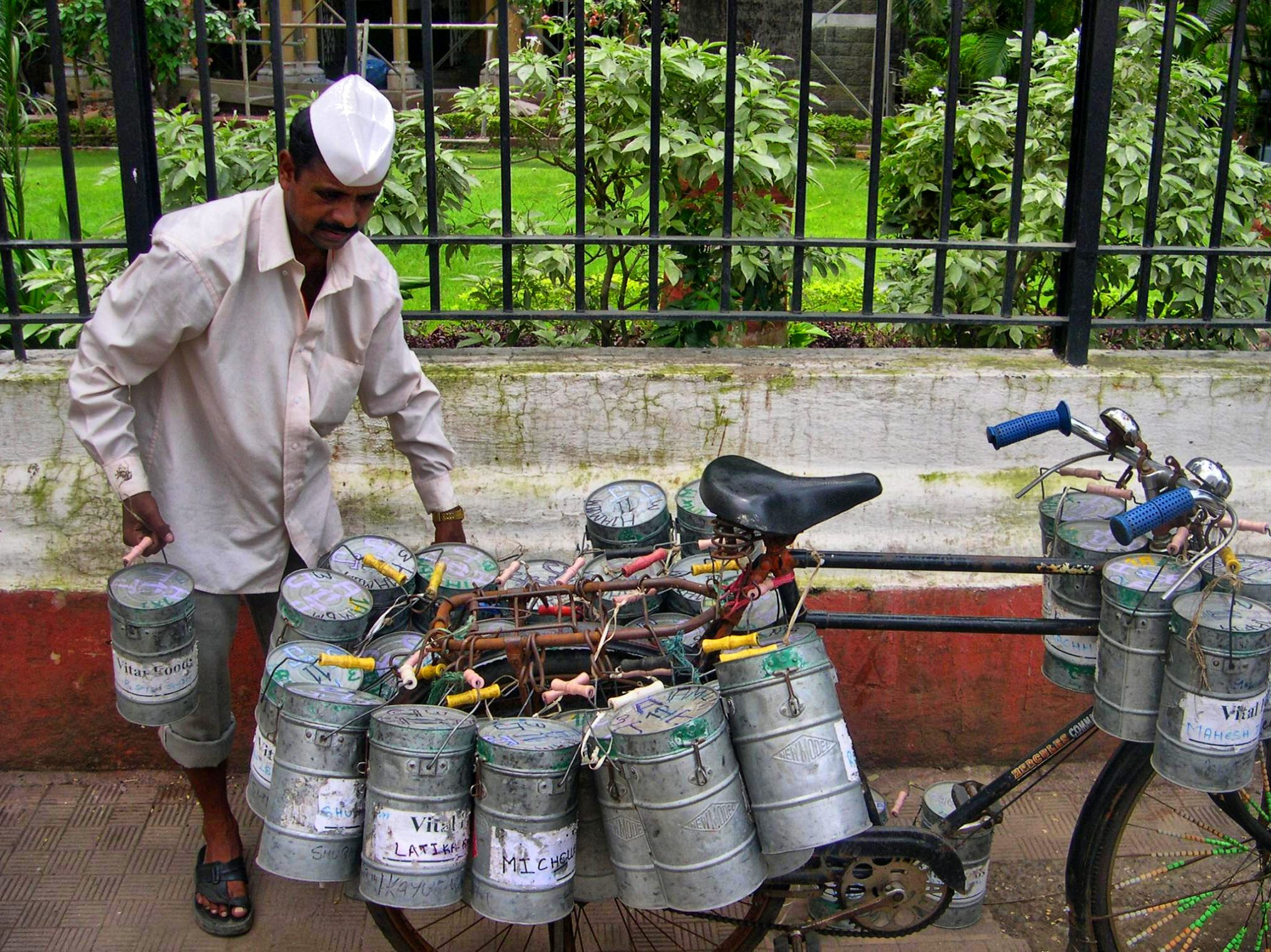
Перевозка судков с обедами на велосипеде

Даббавала (Dabbawala) — система доставки горячих обедов, действующая в Мумбаи и других индийских городах. Специальные разносчики забирают из домов или ресторанов готовые блюда, помещённые в металлические контейнеры-судки (даббы) и доставляют их клиентам в офисы или на предприятия, а затем развозят пустую тару обратно. Судки собирают по определённым адресам поздним утром, чтоб успеть доставить их на велосипедах, тележках и поездах к обеду.
Ежедневно только в Мумбаи разносчики доставляют от 200 до 350 тыс. контейнеров со свежеприготовленной едой из домов в офисы. В городе в системе даббавала занято около 5 тыс. человек. Во время доставки каждый контейнер проходит через руки четырёх или пяти разносчиков.
Несмотря на довольно сложную транспортную систему Мумбаи, разносчики очень редко доставляют контейнеры, термосы или пакеты другому адресату или с опозданием (одна ошибка приходится на 6—8 млн точных и своевременных доставок). Эта особенность даббавалы настолько уникальна, что ею заинтересовались ведущие бизнес-школы мира, изучающие логистику. Со временем работники даббавалы обрели мировую известность.

## История

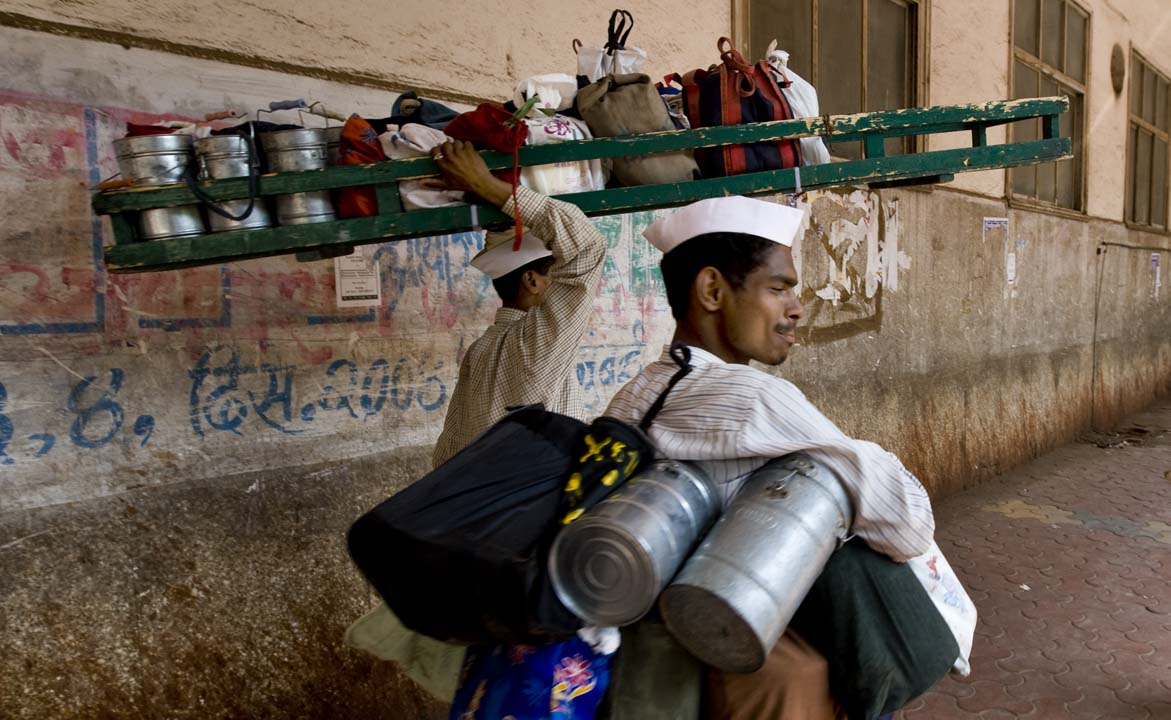
Разносчики ланчбоксов

Система даббавала зародилась в Бомбее в конце XIX века. Согласно городской легенде, богатый банкир из числа парсов так хотел иметь в офисе привычную домашнюю еду, что нанял для этого специального разносчика. Идея понравилась другим клеркам, и система доставки начала расширяться. Согласно другой версии, систему ввели британцы, чтобы рабочие из различных уголков Британской Индии, наводнившие Бомбей, могли питаться в отсутствие дешёвых столовых.
Главными причинами популярности даббавала стали огромные размеры городской агломерации и большие нагрузки на транспортную сеть Бомбея в часы пик. Подавляющее большинство «белых воротничков» живут слишком далеко от офиса, чтобы в перерыве успеть домой на обед, а еда в заведениях общественного питания стоит в десять раз дороже, чем домашняя. Чтобы добраться на работу, многие клерки выходят из дому в семь часов утра, когда жена или мать ещё не начали готовить. В утренние часы автобусы и электрички переполнены, так что везти с собой контейнер для еды не всегда удобно.
Изначально доставкой еды занимались мавали — выходцы из региона Маваль (округ Пуна), работавшие в Бомбее портовыми грузчиками и носильщиками у торговцев. Пешая доставка горячей еды из домов в правительственные учреждения района Форт оказалась делом выгодным и вскоре в этом бизнесе уже работало около ста мавали. Разносчиков называли бхонавалас («мужчинами еды»), а их основными клиентами были богатые парсы. С развитием железных дорог разносчики стали собираться на станциях и перевозить партии контейнеров с горячей едой в поездах. Вне работы они также старались держаться вместе — арендовали комнаты для совместного проживания и помогали друг другу материально. Несмотря на феминизацию многих отраслей, даббавала оставалась сугубо мужской организацией.

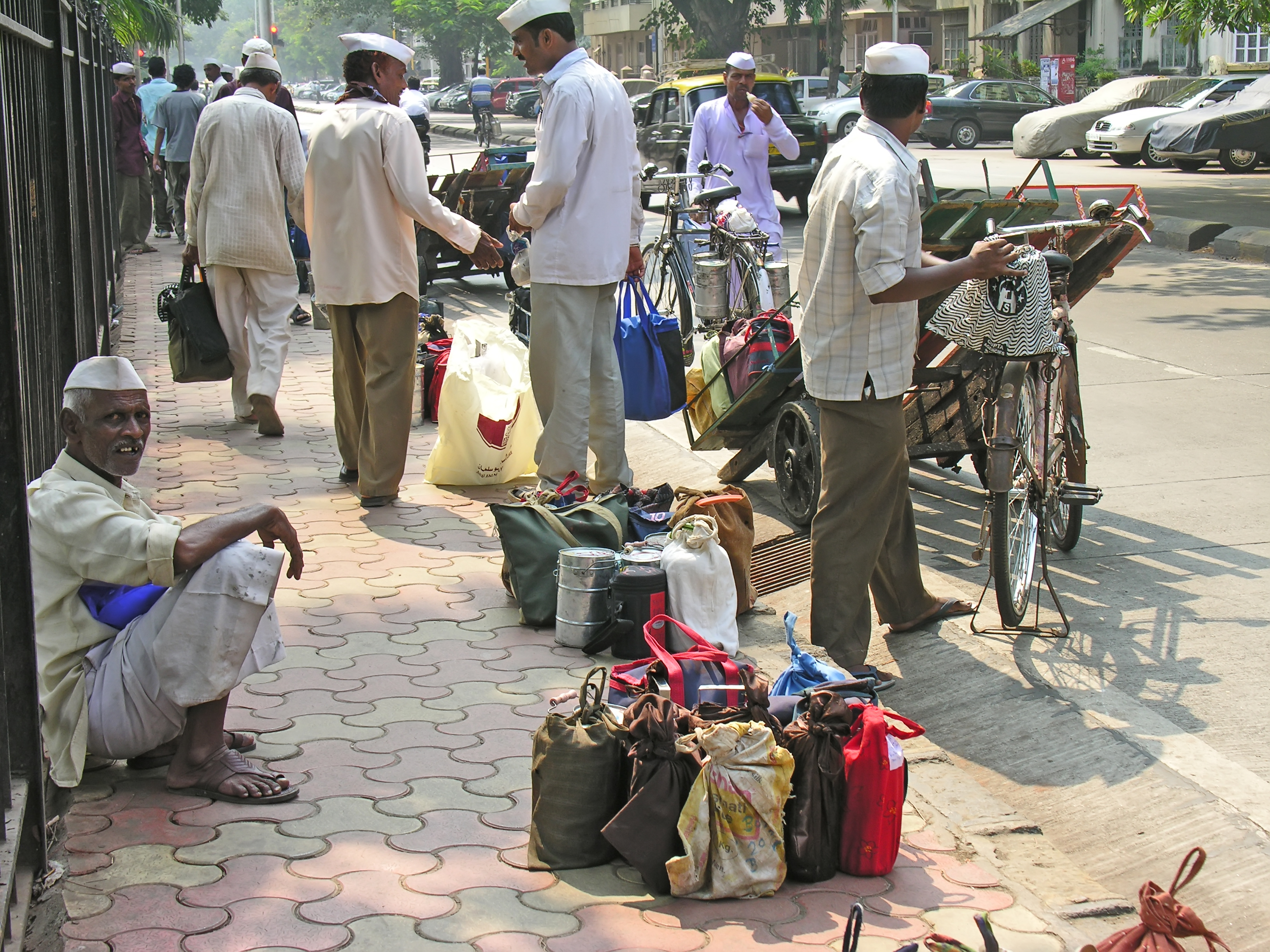
Разносчики, ожидающие своих клиентов

Ещё одним преимуществом даббавала, повлиявшим на популярность системы, стало то, что разносчики гарантировали доставку еды в любых условиях: во время ураганов, религиозных праздников, забастовок или политических демонстраций. Даже одинокие клерки стали находить женщин, которые готовят еду на заказ, и договариваться о доставке судков в офисы.
Кроме того, у различных сообществ и каст Бомбея были различные вкусы, кулинарные предпочтения и ограничения, которые могли быть удовлетворены лишь приготовленной в домашних условиях едой. Подавляющее число работников системы даббавала происходит из сельской местности штата Махараштра, принадлежит к вишнуитскому течению варкари и поклоняется Витхобе. Они не употребляют алкоголь и табак, придерживаются вегетарианской диеты, а также отвергают любые кастовые ограничения.
Несмотря на конкуренцию со стороны сетей быстрого питания и офисных кафе, бизнес даббавала не только сохранился, но и расширяется. Многие офисные клерки, работники финансового, торгового и информационного секторов предпочитают общепиту горячую еду, приготовленную в домашних условиях. Однако прогресс пришёл и в систему даббавала: если раньше о доставке узнавали преимущественно через «сарафанное радио» или объявления, расклеенные на железнодорожных и автобусных станциях, то начиная с 2000-х годов всё больше клиентов стали подписываться на обслуживание посредством социальных сетей, чатов, SMS-рассылок или электронных писем.
Бомбейская ассоциация работников даббавала создала социальный фонд, который материально помогает своим членам, попавшим в беду, а также приобретает сотрудникам медицинские страховки. Кроме того, через ассоциацию разносчики имеют дополнительный заработок: продают хозяйкам или пассажирам в поездах бакалею и другие предметы первой необходимости. В 2002 году авторитетный американский деловой журнал Forbes признал систему даббавала победителем в рейтинге Шести сигм, отметив эффективность созданной системы логистики (согласно подсчётам журнала, одна ошибка разносчиков приходилась на 6 млн доставок).
Во время своей поездки в Индию в 2003 году принц Уэльский Чарльз ознакомился с уникальной системой доставки и пообщался с разносчиками в Мумбаи. Работники даббавала были настолько впечатлены этой встречей, что в 2005 году собрали деньги на подарки к свадьбе принцу и его невесте Камилле Паркер-Боулз. В августе 2011 года разносчики системы даббавала впервые в своей истории бастовали, приняв участие в антикоррупционном движении общественного деятеля Анна Хазаре (правда, однодневная забастовка пришлась на Новый год у парсов, когда у сотрудников правительственных офисов и большинства банков выходной день).
После того, как даббавала стала известна на весь мир, вариации системы появились в некоторых городах США, где проживают крупные общины выходцев из Южной Азии (например, в Сан-Франциско и Нью-Йорке). В Дели городские власти помогали безработным женщинам освоить профессию повара, чтобы разносчики доставляли их еду офисным клеркам. По состоянию на 2013 год, годовой оборот системы даббавала в Мумбаи составлял более 400 млн рупий, в ней работало около 800 групп разносчиков.
До сих пор большинство разносчиков Мумбаи являются выходцами из округа Пуна и приверженцами течения варкари (хотя есть небольшое число хиндустанцев и тамилов). Многие происходят из семей, где 4 поколения работают разносчиками. Каждый март работа системы даббавала приостанавливается на пять дней, когда почти все разносчики-маратхи едут домой на ежегодный деревенский праздник. Около 85 % разносчиков — неграмотны или окончили лишь начальную школу. Из-за падающих доходов и большой инфляции среди разносчиков стали появляться женщины, в основном доставляющие обеды в школы (по состоянию на 2013 год, в системе работало около 25 женщин).

## Этимология
Даббавала происходит из слов dabba (цилиндрический контейнер для «второго завтрака») и walla (курьер, разносчик), то есть буквально означает «доставщик контейнера». Дабба имеет персидские корни (دَبّه), а валла в слове является агентивным суффиксом.

## Процесс

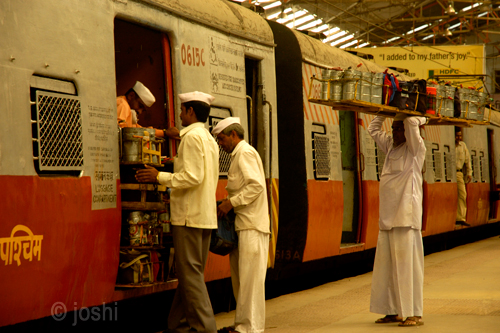
Погрузка судков в поезд

Каждое утро разносчики на велосипедах собирают судки с едой по квартирам и домам своего района и доставляют их на ближайшую станцию пригородной электрички. Там другие разносчики сортируют контейнеры в группы в зависимости от места назначения. Затем судки на тяжёлых тележках или в длинных деревянных ящиках доставляют к поездам. В среднем один разносчик переносит около 80 кг груза. Почти все поезда в городе имеют отдельные вагоны для даббавала.
Поскольку большинство разносчиков малограмотны, они используют особые цветные коды из чисел и букв, чтобы обозначить станцию, на которую нужно доставить судки, и конечный адрес получателя обеда. Прибыв под офис или предприятие, разносчики встречают своих клиентов, ждут пока те пообедают, а затем доставляют пустые контейнеры обратно по домам.
Пока клиенты обедают, разносчики собираются в группы и сами успевают перекусить тем, что принесли из дома. Мало кто из разносчиков знает своих клиентов по имени или названию компании, в основном они ориентируются по кодам, нанесённым на контейнер, где указаны район, улица, номер дома и этаж. Обычно на пригородной железнодорожной станции работает несколько бригад разносчиков по 20 человек в каждой (один разносчик обслуживает от 30 до 40 клиентов). В среднем каждый контейнер ежедневно преодолевает с разносчиками 25 км на общественном транспорте и 10 км пешего пути и на велосипеде.
Основными местами, куда разносчики доставляют обеды, являются деловые районы Нариман-Пойнт (Nariman Point) и Бандра-Курла (Bandra Kurla). Кроме того, много бизнес-центров и коммерческих офисов расположено в районах Колаба (Colaba), Форт (Fort), Ворли (Worli), Парел (Parel), Андхери (Andheri), Поваи (Powai), Си-Би-Ди Белапур (CBD Belapur), Ваши (Vashi) и Махапе (Mahape). Во многих офисных зданиях в обеденный перерыв один из лифтов выделяется специально для разносчиков, которые доставляют контейнеры по этажам. Отличительной чертой разносчиков системы даббавала является белая хлопчатобумажная пилотка Ганди.
По состоянию на 2006—2007 год, ежемесячная плата, которую разносчик взимал с одного клиента, составляла от 5 до 11 долларов в месяц. В зависимости от числа клиентов, веса контейнеров и расстояний, в среднем один разносчик зарабатывал от 80 до 120 долларов в месяц. Каждый разносчик, вступающий в даббавала, должен пройти обряд посвящения и принять некоторые обязательства. Для того, чтобы начать работать, он должен внести вступительный взнос, приобрести два велосипеда, деревянный ящик для переноски контейнеров и униформу (белую курту и ганди). За это ему гарантируют ежемесячный доход и пожизненную занятость.

### Клиенты
Основными клиентами разносчиков являются офисные работники, менеджеры банков и компаний, а также частные предприниматели из малого бизнеса (владельцы мелких магазинов, лавок, мастерских), учащиеся школ и колледжей, рабочие фабрик, уличные врачи и юристы. Преобладают представители среднего класса, предпочитающие домашнюю еду по различным причинам (в том числе по экономическим и гигиеническим предпочтениям, по причине религиозных, кастовых или диетических ограничений).
Новых клиентов разносчики ищут на железнодорожных станциях или в пригородных районах, когда возвращают пустую тару. Другим направлением стала электронная коммерция, приобретающая всё большее значение. В начале каждого месяца разносчики собирают месячную плату с клиентов и передают её старшему группы.

### Маркировка

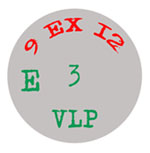
Образец кода на контейнере

Важнейшей частью процесса доставки является маркировка крышек контейнеров специальными кодами (их наносят с помощью краски или стикера). На маркировке разноцветными аббревиатурами и цифрами обычно указаны: место сбора разносчиков, стартовая станция, железнодорожная линия, станция назначения и адрес доставки (улица, здание и этаж). У каждой группы разносчиков своя маркировка, за которую отвечают старшие члены группы (мукадамы). На некоторых кодах встречаются индуистские элементы оформления, в том числе свастика.
Например, на железнодорожную станцию в пригородном районе съезжаются разносчики, у которых все судки помечены различными знаками — чёрной свастикой, красной точкой, жёлтой молнией и так далее. Один разносчик собирает все судки со свастикой и везёт их на велосипеде в соседний деловой район. Другие разносчики садятся в поезд, следующий в сторону центра Мумбаи, и выходят каждый на своей станции: один разносчик со всеми судками с точкой выходит на одной станции, другой со всеми судками с молнией — на следующей станции и так далее. Некоторые знаки означают, что разносчик не выходит на этой станции, а только передаёт судки на перроне другому разносчику.

### График
Обычно разносчики с 7:00 до 9:00 собирают «вторые завтраки» в своём квартале. К 10:00, когда на ближайшую станцию прибывает грузовой вагон, судки должны быть рассортированы по направлениям. С 10:00 до 11:30 разносчики добираются до нужной им станции в центральной части Бомбея. В поезде они распределяются на новые команды согласно количеству судков и адресам доставки. Контейнер с едой должен быть доставлен клиенту в офис к 12:30, а пустая тара возвращена в пригородный дом к 18:00. Работу независимых команд даббавала часто сравнивают с коммутацией пакетов в сетях связи.

### Судки

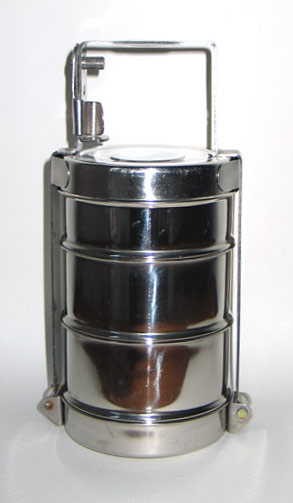
Дабба — индийские судки

Круглые или овальные контейнеры для еды называются в Мумбаи дабба или на английский манер — ланчбокс («коробка для ланча»), tiffin carrier и tiffin tin («ёмкость для второго завтрака»). Каждый металлический контейнер весит около 1,5 — 2 кг и имеет от двух до четырёх отсеков (горизонтальных уровней). Обычно в него кладут дал из чечевицы, карри (мусульмане — карри с бараниной), рис или плов, жареный нут, соус чатни, тушёные или маринованные овощи, свежий салат, рыбу, чапати, картофельные фриттеры бхаджи и манго. Рис, как правило, помещают на нижний уровень контейнера. Традиционные дабба изготавливают из стали, олова или алюминия, но нередко встречаются контейнеры с эмалированным покрытием или пластмассовые; дорогие дабба украшают гравировкой.

## Внутренняя структура
Все разносчики объединены в Мумбайскую ассоциацию поставщиков коробок второго завтрака (The Mumbai Tiffin Box Suppliers Association или MTBSA). Во главе ассоциации стоит управляющий совет, состоящий из президента, вице-президента, генерального секретаря, казначея и девяти членов совета директоров. Официально ассоциация была зарегистрирована в 1968 году, а в 1970 году она провела внутреннюю реорганизацию. Её первый офис располагался возле вокзала на Грант-роуд (центральный район около набережной Марин-драйв). Сегодня отделения ассоциации работают около большинства железнодорожных станций Мумбаи.
Фактически в децентрализованной Мумбайской ассоциации нет работодателей и подчинённых, так как каждый разносчик является автономным предпринимателем и акционером системы даббавала. Количество членов даббавала зависит не от решений управляющего совета, а от текущего состояния рынка доставки. Все разносчики разделены на группы от 15 до 25 человек в каждой. Во главе группы стоят четыре старших разносчика (мукадама), которые знакомы с маркировкой и маршрутами. Мукадамы ответственны за сортировку контейнеров, ведение отчётности (подшивают квитанции и платежи), обучение новых членов, они решают споры внутри коллектива и ищут новых клиентов.
Каждая группа разносчиков еды финансово независима, но координирует свои действия с другими группами. Мукадамы стараются, чтобы маршруты и зоны ответственности групп не накладывались, однако в системе даббавала существует внутренняя конкуренция и члены групп нередко перехватывают клиентов друг у друга. После того, как разносчики собрали деньги с клиентов своего квартала, они сдают их мукадаму, который делит прибыль поровну между всеми членами группы (независимо от того, сколько клиентов у каждого отдельного разносчика). Если группы внутри системы даббавала конкурируют между собой, то члены внутри группы — нет.
Каждый месяц разносчики вносят небольшую сумму на нужды ассоциации. На эти деньги управляющий совет кредитует членов ассоциации, проводит праздники, арендует залы для общих банкетов, помогает вдовам и сиротам умерших разносчиков. Каждый месяц ассоциация проводит собрания разносчиков в районе Дадар, на которых обсуждаются вопросы повышения качества обслуживания и работы с клиентами. Также на них разбираются случаи потери или кражи контейнеров (если вина разносчика доказана, то он возмещает клиенту все убытки). В случаях, когда клиент жалуется на уровень обслуживания, его могут передать другому разносчику. Также на собраниях накладывают штрафы на нерадивых разносчиков, которых уличили в абсентеизме (опозданиях, употреблении алкоголя, курении или ношении грязной униформы).
Также чиновники ассоциации и мукадамы разбирают конфликты с властями и несчастные случаи, произошедшие с разносчиками на работе (особенно происшествия на дорогах и станциях: столкновения машин с велосипедами и тележками, травмы в поездах и на перронах, падения с тяжёлыми ящиками с лестниц). Кроме того, они доставляют пострадавших в больницу, оформляют медицинскую страховку и бумаги в полиции, забирают тела из морга, помогают организовать похороны погибших.

## Изучение
Калифорнийский университет в Беркли преподаёт логистическую систему даббавала своим студентам как тематическое исследование в одной из программ управления бизнесом. Многие бизнес-школы, университеты и деловые ассоциации Индии проводят социологические исследования по теме эффективности системы даббавала.
В 2001 году бостонская газета Christian Science Monitor в своей статье «Самая быстрая еда: Биг Мак против Бомбейской даббавала» сравнила эффективность индийской системы логистики с американской индустрией фастфуда. Позже большие исследования даббавала проводили British Broadcasting Corporation, Australian Broadcasting Corporation, Forbes, The Guardian и The New York Times.
В 2001 году большое исследование работы системы даббавала провел доктор философии Паван Агравал. В 2005 году Индийский институт менеджмента в Ахмадабаде исследовал работу даббавала с точки зрения управления логистикой. В 2010 году Гарвардская школа бизнеса представила своё исследование «The Dabbawala System: On-Time Delivery, Every Time». В 2014 году доктор философии государственного университета Кента Ума Кришнан опубликовал своё исследование «A Cross-Cultural Study of the Literacy Practices of The Dabbawalas: Towards a New Understanding of Non-mainstream Literacy and its Impact on Successful Business Practices».

## В культуре
В 1998 году голландские режиссёры сняли документальный фильм «Dabbawalas, Mumbai’s unique lunch service» («Даббавала: уникальная услуга ланча в Мумбаи»). В 2013 году Болливуд снял популярную кинокартину «Ланчбокс», в которой показана система даббавала. В одной из серий 18-го сезона телепередачи Top Gear ведущие пытаются улучшить доставку обедов системы даббавала в процентном соотношении.
Наборы блюд, которые разносчики доставляют в контейнерах